# Campionat d'Àustria de ciclisme en ruta

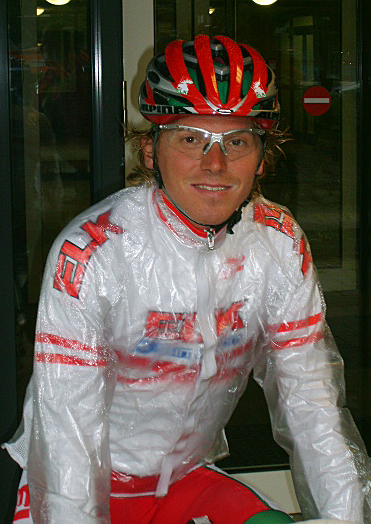
Christian Pfannberger el 2007

El Campionat d'Àustria de ciclisme en ruta és una competició ciclista que serveix per a determinar el Campió d'Àustria de l'especialitat. El títol s'atorga al vencedor d'una única carrera. El vencedor obté el dret a portar un mallot amb els colors de la bandera austríaca fins al Campionat de l'any següent en qualsevol prova en ruta.

## Palmarès masculí
| Any  | Primer                | Segon                 | Tercer               |
| 1969 | Georg Postl           | Ludwig Kretz          | Rudolf Kretz         |
| 1970 | Georg Postl           | Roman Hummenberger    | Ludwig Kretz         |
| 1971 | Siegfried Denk        | Georg Postl           | Kurt Schattelbauer   |
| 1972 | Herbert Fuzi          | Siegfried Denk        | Kurt Schattelbauer   |
| 1973 | Kurt Schattelbauer    | Leo Karner            | Rupert Preuer        |
| 1974 | Siegfried Denk        | Franz Inthaler        | Wolfgang Priglhofer  |
| 1975 | Ludwig Kretz          | Werner Kuhn           | Wolfgang Steinmayr   |
| 1976 | Herbert Spindler      | Erich Jagsch          | Roman Hummenberger   |
| 1977 | Hans Summer           | Leopold König         | Peter Muckenhuber    |
| 1978 | Herbert Spindler      | Leo Karner            | Peter Muckenhuber    |
| 1979 | Manfred Horvath       | Johan Lienhart        | Kurt Zellhofer       |
| 1980 | Peter Muckenhuber     | Karl Krenauer         | Helmut Wechselberger |
| 1981 | Johan Lienhart        | Harald Maier          | Erich Hofrichter     |
| 1982 | Peter Muckenhuber     | Herbert Spindler      | Johan Traxler        |
| 1983 | Johan Lienhart        | Johan Traxler         | Erich Jagsch         |
| 1984 | Helmut Wechselberger  | Peter Muckenhuber     | Karl Krenauer        |
| 1985 | Bernard Rassinger     | Herbert Spindler      | Harald Blumel        |
| 1986 | Paul Popp             | Harald Blumel         | Arno Wohlfahrter     |
| 1987 | Arno Wohlfahrter      | Helmut Wechselberger  | Mario Traxl          |
| 1988 | Albert Hainz          | Norbert Kostel        | Armin Purner         |
| 1989 | Mario Traxl           | Peter Lammer          | Josef Lontscharitsch |
| 1990 | Heinz Hechenberger    | Peter Lammer          | Christian Eminger    |
| 1991 | Armin Purner          | Anton Lorenz          | Andreas Langl        |
| 1992 | Richard Schmied       | Andreas Müller        | Heinz Marchel        |
| 1993 | Peter Luttenberger    | Markus Pinggera       | Albin Kern           |
| 1994 | Mario Traxl           | Dietmar Hauer         | Richard Schmied      |
| 1995 | Josef Lontscharitsch  | Paul Haschka          | Gerrit Glomser       |
| 1996 | Heinz Marchel         | Hannes Hempel         | Georg Totschnig      |
| 1997 | Georg Totschnig       | Harald Morscher       | Thomas Mühlbacher    |
| 1998 | Josef Lontscharitsch  | Peter Wrolich         | Berndt Grabner       |
| 1999 | Hannes Hempel         | Peter Wrolich         | Arno Kaspret         |
| 2000 | Werner Riebenbauer    | Thomas Mühlbacher     | Bernhard Gugganig    |
| 2001 | Jürgen Pauritsch      | Gerrit Glomser        | Hans-Peter Obwaller  |
| 2002 | René Haselbacher      | Harald Morscher       | Martin Fischerlehner |
| 2003 | Georg Totschnig       | René Haselbacher      | Andreas Matzbacher   |
| 2004 | Harald Morscher       | Christian Pfannberger | Georg Totschnig      |
| 2005 | Gerrit Glomser        | Gerhard Trampusch     | Hans-Peter Obwaller  |
| 2006 | Bernhard Kohl         | Harald Morscher       | Georg Totschnig      |
| 2007 | Christian Pfannberger | Markus Eibegger       | Thomas Rohregger     |
| 2008 | Christian Pfannberger | Hans-Peter Obwaller   | Stefan Rucker        |
| 2009 | Markus Eibegger       | Martin Schöffmann     | Bernhard Eisel       |
| 2010 | Harald Starzengruber  | Harald Totschnig      | Josef Kugler         |
| 2011 | Matthias Krizek       | Riccardo Zoidl        | Andreas Hofer        |
| 2012 | Lukas Pöstlberger     | Josef Benetseder      | Matthias Krizek      |
| 2013 | Riccardo Zoidl        | Stefan Denifl         | Harald Totschnig     |
| 2014 | Riccardo Zoidl        | Bernhard Eisel        | Matthias Brändle     |
| 2015 | Marco Haller          | Matthias Krizek       | Daniel Schorn        |
| 2016 | Matthias Brändle      | Gregor Mühlberger     | Michael Gogl         |
| 2017 | Gregor Mühlberger     | Lukas Pöstlberger     | Michael Gogl         |
| 2018 | Lukas Pöstlberger     | Felix Großschartner   | Georg Preidler       |
| 2019 | Patrick Konrad        | Michael Gogl          | Gregor Mühlberger    |
| 2020 | Valentin Gotzinger    | Daniel Federspiel     | Michael Gogl         |
| 2021 | Patrick Konrad        | Marko Haller          | Patrick Gamper       |
| 2022 | Felix Großschartner   | Patrick Gamper        | Lukas Pöstlberger    |
| 2023 | Gregor Mühlberger     | Patrick Gamper        | Lukas Pöstlberger    |
| 2024 | Alexander Gratzer     | Gregor Mühlberger     | Felix Großschartner  |
| 2025 | Tim Wafler            | Felix Großschartner   | Tobias Bayer         |

### Palmarès sub-23
| Any  | Primer                | Segon                 | Tercer                 |
| 2000 | Harald Starzengruber  | Christian Pfannberger | Patrick Kofler         |
| 2001 | Christian Pfannberger | Stefan Rucker         | Andreas Matzbacher     |
| 2002 | Bernhard Kohl         | Bernhard Eisel        | Clemens Grosslercher   |
| 2003 | Andreas Matzbacher    | Bernhard Kohl         | Josef Benetseder       |
| 2004 | Michael Pichler       | Markus Eibegger       | Josef Benetseder       |
| 2005 | Markus Eibegger       | Christian Ebner       | Christian Lener        |
| 2006 | Matthias Schröger     | Clemens Fankhauser    | Marco Leonardo Oreggia |
| 2007 | Stefan Denifl         | Matthias Schröger     | Clemens Fankhauser     |
| 2008 | Martin Schöffmann     | Stefan Poll           | Christoph Sokoll       |
| 2009 | Martin Schöffmann     | Franz Grassmann       | Stefan Denifl          |
| 2010 | Matthias Krizek       | Stephan Rabitsch      | Dominik Hrinkow        |
| 2011 | Andreas Hofer         | Patrick Konrad        | Georg Preidler         |
| 2012 | Lukas Pöstlberger     | Stephan Rabitsch      | David Wöhrer           |
| 2013 | Lukas Pöstlberger     | Paul Lang             | Daniel Biedermann      |
| 2014 | Gregor Muhlberger     | Marco Haller          | Maximilian Kuen        |
| 2015 | Michael Gogl          | Gregor Mühlberger     | Felix Großschartner    |
| 2016 | Gregor Mühlberger     | Patrick Bosman        | Lukas Schlemmer        |
| 2017 | Lukas Schlemmer       | Benjamin Brkic        | Marcel Neuhauser       |
| 2018 | Felix Gall            | Florian Kierner       | Marcel Neuhauser       |
| 2019 | Tobias Bayer          | Markus Wildauer       | Moran Vermeulen        |
| 2020 | Valentin Götzinger    | Alexander Gratzer     | Fabian Steininger      |
| 2021 | Tobias Bayer          | Valentin Götzinger    | Mario Gamper           |
| 2022 | Sebastian Putz        | Martin Messner        |                        |
| 2023 |                       |                       |                        |

## Palmarès femení
| Any  | Primer                     | Segon                | Tercer                     |
| 1990 | Silvia Nenning             | Silvia Hauser        |                            |
| 1991 | Silvia Nenning             | Johanna Hack         | Brigitte Felber            |
| 1992 | Andrea Purner-Koschier     | Birgit Hausmann      | Doris Reitener             |
| 1993 | Christine Koschier-Bitante | Sandra Pachner       | Silvia Hauser              |
| 1994 | Silvia Hauser              | Michaela Brunngraber | Christine Koschier-Bitante |
| 1995 | Tanja Klein                | Brigitte Krebs       | Cornelia Sulzer            |
| 1996 | Tanja Klein                | Brigitte Krebs       | Johanna Freysinger         |
| 1997 | Johanna Freysinger         | Brigitte Krebs       | Andrea Graus               |
| 1998 | Tanja Klein                | Caroline Dietman     | Brigitte Krebs             |
| 1999 | Ulrike Baumgartner         | Isabella Wieser      | Andrea Graus               |
| 2000 | Andrea Purner-Koschier     | Ulrike Baumgartner   | Andrea Graus               |
| 2001 | Andrea Purner-Koschier     | Andrea Graus         | Doris Posch                |
| 2002 | Isabella Wieser            | Andrea Graus         | Karin Wieser               |
| 2003 | Bernadette Schober         | Andrea Graus         | Doris Posch                |
| 2004 | Christiane Soeder          | Isabella Wieser      | Andrea Graus               |
| 2005 | Andrea Graus               | Christiane Soeder    | Bernadette Schober         |
| 2006 | Christiane Soeder          | Andrea Graus         | Monika Schachl             |
| 2007 | Daniela Pintarelli         | Bärbel Jungmeier     | Veronika Sprügl            |
| 2008 | Monika Schachl             | Daniela Pintarelli   | Jacqueline Hahn            |
| 2009 | Christiane Soeder          | Daniela Pintarelli   | Jacqueline Hahn            |
| 2010 | Andrea Graus               | Daniela Pintarelli   | Jacqueline Hahn            |
| 2011 | Andrea Graus               | Elisabeth Reiner     | Karin Pekovits             |
| 2012 | Andrea Graus               | Martina Ritter       | Daniela Pintarelli         |
| 2013 | Andrea Graus               | Martina Ritter       | Eva Wutti                  |
| 2014 | Jacqueline Hahn            | Christina Perchtold  | Martina Ritter             |
| 2015 | Martina Ritter             | Daniela Pintarelli   | Christina Perchtold        |
| 2016 | Christina Perchtold        | Martina Ritter       | Sarah Rijkes               |
| 2017 | Martina Ritter             | Christina Perchtold  | Barbara Mayer              |
| 2018 | Sarah Rijkes               | Barbara Mayer        | Angelika Tazreiter         |
| 2019 | Anna Kiesenhofer           | Angelika Tazreiter   | Kathrin Schweinberger      |
| 2020 | Kathrin Schweinberger      | Sarah Rijkes         | Veronika Windisch          |
| 2021 | Kathrin Schweinberger      | Verena Eberhardt     | Christina Schweinberger    |
| 2022 | Christina Schweinberger    | Anna Kiesenhofer     | Kathrin Schweinberger      |
| 2023 | Carina Schrempf            | Lisa Perterer        | Kathrin Schweinberger      |
| 2024 | Anna Kiesenhofer           | Valentina Cavallar   | Christina Schweinberger    |
| 2025 | Kathrin Schweinberger      | Elisa Winter         | Carina Schrempf            |